# Manifesta

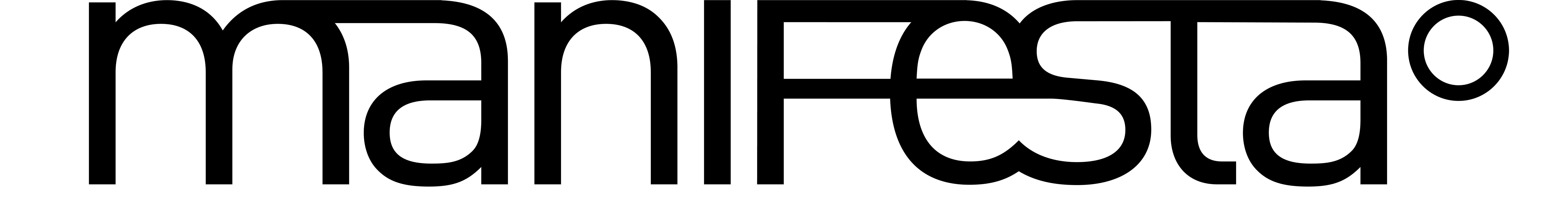
Manifesta logo

Manifesta is een nomadische, pan-Europese biënnale van hedendaagse beeldende kunst. Manifesta Foundation is ambassadeur voor de Europese cultuur in het kader van het Uitvoerend agentschap voor onderwijs, audiovisuele middelen en cultuur (EACEA) Cultuur-programma 2007-2013.

## Situering
Het evenement wordt iedere keer op een andere locatie gehouden op grond van een aantal maatschappelijke, politieke en sociaal-geografische overwegingen. Manifesta komt tot stand in samenwerking met het speciaal hiervoor aangewezen adviesbureau International Foundation Manifesta en de steun van verschillende nationale overheden en kunstorganisaties. Het hoofdkantoor van de International Foundation Manifesta is gevestigd in Amsterdam.
Manifesta begon als een Nederlands initiatief en werd voor het eerst georganiseerd in 1996 in Rotterdam. Hedwig Fijen en Jolie van Leeuwen fungeerden als curatoren. Het evenement kon beschikken over zestien verschillende musea en 36 openbare ruimtes. Een team van vijf curatoren uit Barcelona, Boedapest, Londen, Moskou en Parijs/Zürich koos 72 kunstenaars uit 30 Europese landen en vijf niet-Europese landen uit om hun werken te presenteren.
Het evenement sloeg aan en is sindsdien uitgegroeid tot een netwerk voor met name jonge kunstenaars in Europa. Tevens staat het bekend als een van de meest innovatieve tweejaarlijkse kunsttentoonstelling ter wereld. Manifesta blijft op afstand van invloedrijke kunstencentra en richt zich op gebieden die volop in ontwikkeling zijn.
In 2006 kon Manifesta niet doorgaan. Het evenement zou worden gehouden in Cyprus, maar werd afgeblazen. Critici waren van mening dat Manifesta zich te veel bezighield met het verkrijgen van steun van grote bedrijven en de overheid, en niet genoeg met de belangen van de kunstenaars.
Manifesta 9 was het eerste evenement dat plaatsvond op één plek, namelijk de oude mijngebouwen van Waterschei in Belgisch-Limburg. Het presenteerde een nieuwe visie op cultureel erfgoed en historische kunst.
Manifesta 10 vond plaats in het Staatsmuseum Hermitage in Sint-Petersburg, Rusland, met Kasper König als curator. Ter gelegenheid van het 250-jarig bestaan van het museum in 2014 gaf Manifesta de biënnale vorm  in de nieuwe locatie binnen het Hermitagecomplex waar hedendaagse kunst wordt ondergebracht.

## Edities
- 1: Rotterdam, 1996
- 2: Luxemburg, 1998
- 3: Ljubljana, 2000
- 4: Frankfurt am Main, 2002
- 5: San Sebastián, 2004
- 6: Afgelast (zou worden gehouden in Nicosia), 2006
- 7: Trentino-Zuid-Tirol, 2008
- 8: Murcia en Cartagena, 2010
- 9: Genk, 2012, in Belgisch-Limburg met als adagium: The Deep of the Modern[7][8]
- 10: Sint-Petersburg, 2014
- 11: Zürich, 2016, met als adagium: What People Do for Money
- 12: Palermo, 2018. Het embleem was het schilderij Gezicht op Palermo.
- 13: Marseille, 2020
- 14: Pristina, 2022
- 15: Barcelona, 2024

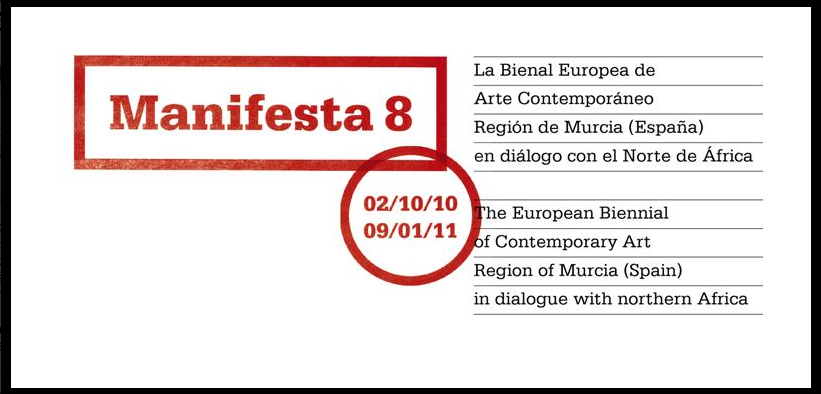
Manifesta 8 (2010)
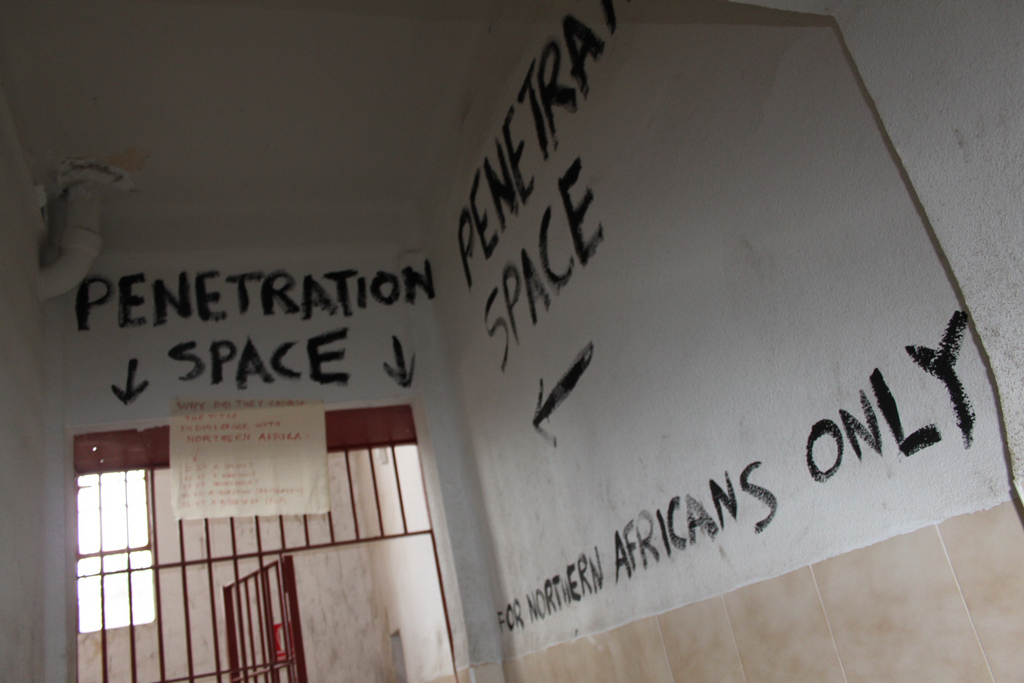
Manifesta 8
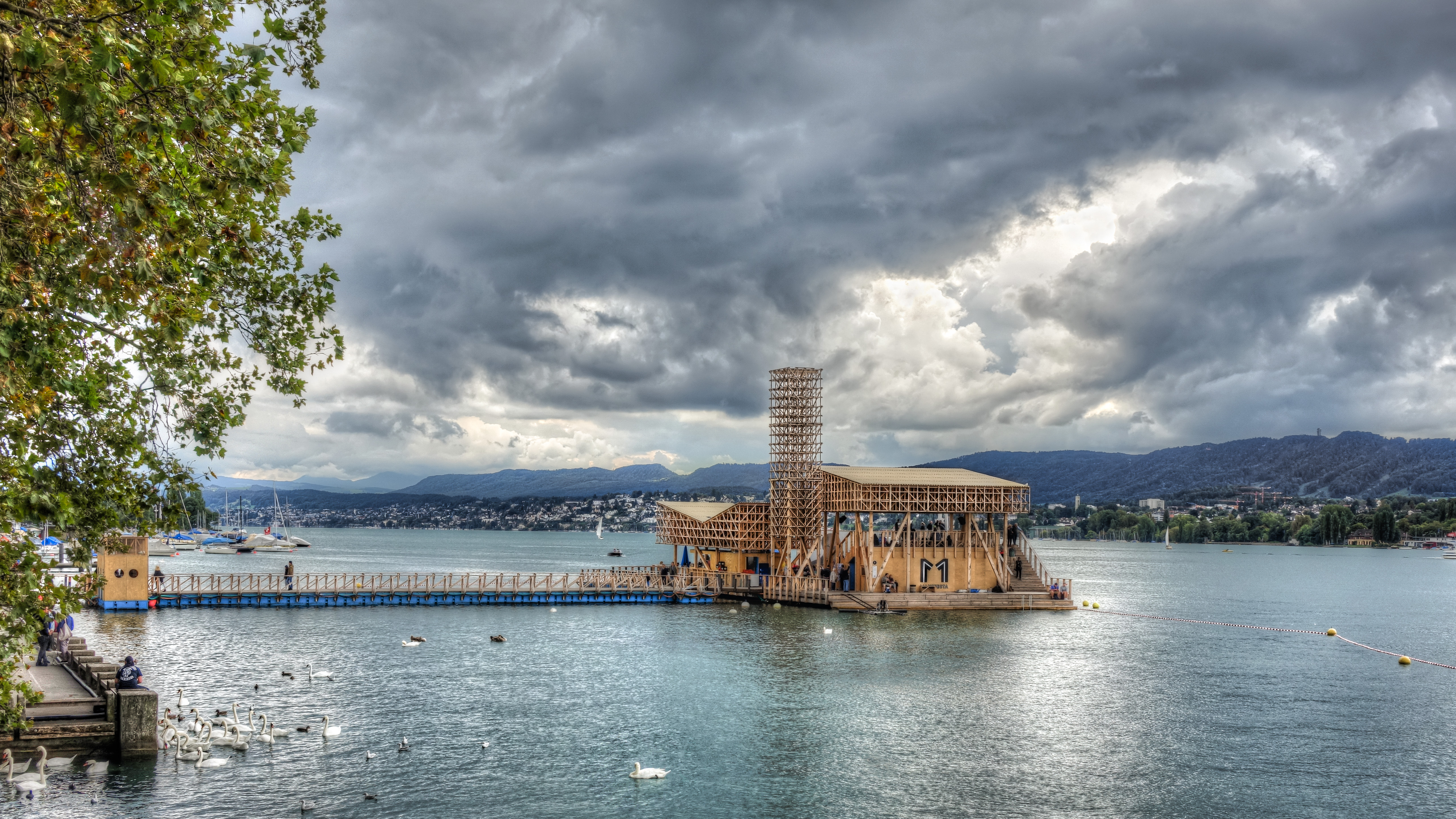
Manifesta 11